# Piotr Klimuk

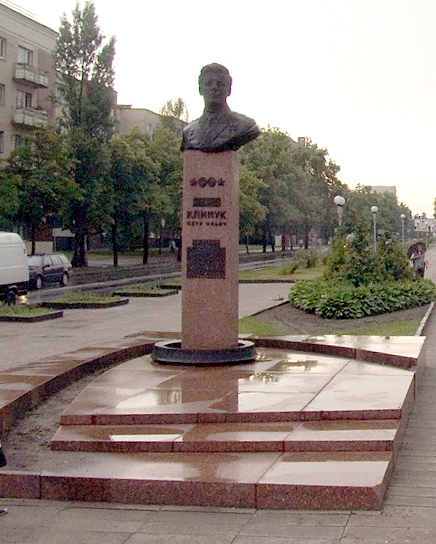
Popiersie Piotra Klimuka w Brześciu

Piotr Ilicz Klimuk (biał. Пётр Ільіч Клімук, ros. Пётр Ильич Климук; ur. 10 lipca 1942 w Komarówce) – radziecki wojskowy i kosmonauta narodowości białoruskiej. Generał pułkownik lotnictwa. Dwukrotny Bohater Związku Radzieckiego. Lotnik Kosmonauta ZSRR.

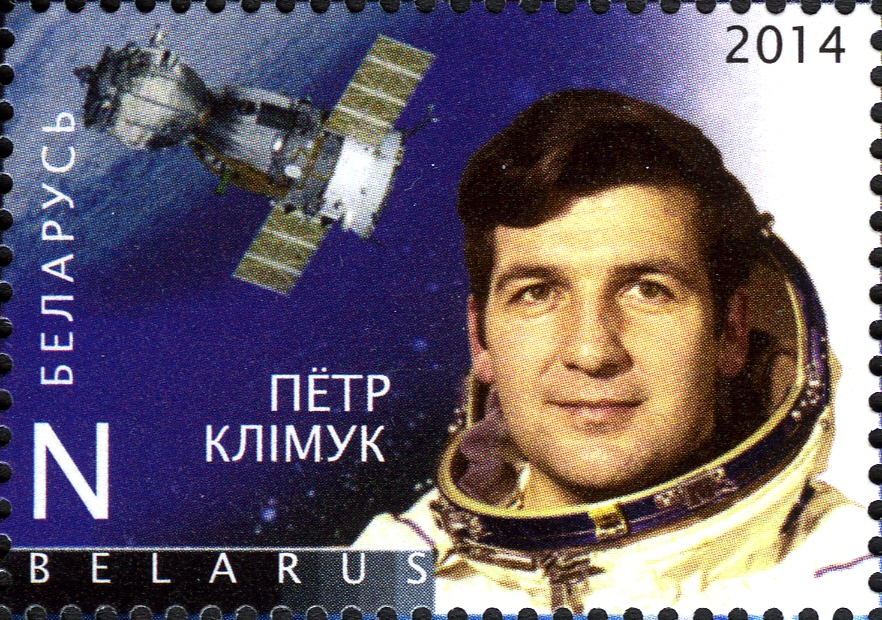
Białoruski znaczek pocztowy z 2014 z wizerunkiem Piotra Klimuka

## Wykształcenie i służba wojskowa
- 1959 – w rodzinnej Komarówce ukończył szkołę średnią (chodził do jednej klasy z Piotrem Prokopowiczem, politykiem, prezesem NBRB).
- 1960 – rozpoczął służbę wojskową w lotnictwie.
- 1964 – został absolwentem Czernihowskiej Wojskowej Szkoły Lotniczej im. Leninowskiego Komsomołu (ВАУЛ).
- 1964 – październik 1965 – był starszym pilotem w 57 Gwardyjskim Pułku Lotnictwa Myśliwskiego stacjonującym w obwodzie Leningradzkim. Latał na samolotach: MiG-21U, Ił-14 i UTIMiG-15.
- czerwiec 1977 – zaocznie ukończył Akademię Sił Powietrznych im. J.A. Gagarina.
- czerwiec 1983 – w systemie zaocznym ukończył z wyróżnieniem Wojskową Akademię Polityczną im. W.I. Lenina (Военно-политическая академия (ВПА) им.В.И.Ленина).
- listopad 1991 – członek rzeczywisty Rosyjskiej Akademii Kosmonautyki im. K. E. Ciołkowskiego.
- grudzień 2000 – obronił pracę doktorską i otrzymał tytuł doktora nauk technicznych.
- 22 lipca 2003 – przeniesiony do rezerwy z uwagi na osiągnięcie górnego limitu wieku dla czynnej służby wojskowej. Po opuszczeniu armii pracował w ambasadzie Białorusi w Moskwie.
- 2005 – został profesorem Państwowego Białoruskiego Uniwersytetu Rolniczego.

## Kariera kosmonauty i służba w Centrum Wyszkolenia Kosmonautów
- 28 października 1965 – został przyjęty do oddziału kosmonautów radzieckich (grupa WWS 3).
- 1965–1967 – przeszedł ogólny kurs przygotowawczy do lotów w kosmos.
- styczeń 1967 – 1969 – wraz z innymi kosmonautami przygotowywał się do lotu na statku kosmicznym Ł-1. Był dowódcą jednej z załóg, którym wyznaczono zadanie polegające na dotarciu na orbitę księżycową.
- wrzesień 1968 – został rezerwowym kosmonautą dla jednej z załóg programu Ł-1 (Walerija Bykowskiego i Nikołaja Rukawisznikowa).
- 1969 – maj 1971 – przygotowywał się do lotu na statku kosmicznym 7K-OK w ramach programu „Kontakt” (loty ostatecznie zostały odwołane). Początkowo razem z Klimukiem był Wiktor Pacajew, a później Jurij Artiuchin.
- maj 1971 – rozpoczyna wraz z innymi kosmonautami szkolenie do długotrwałych lotów na stacji kosmicznej.
- 1971–1972 – razem z Witalijem Siewastjanowem przygotowuje się do lotu na stację kosmiczną DOS-2 (ros. Dołgowriemiennaja Orbitalnaja Stancija – Długotrwała Stacja Orbitalna). Był dowódcą czwartego, rezerwowego zespołu kosmonautów. Przygotowania zostały przerwane z chwilą, gdy wystrzelona 29 lipca 1972 stacja DOS-2 nie osiągnęła zaplanowanej orbity.
- 1972–1973 – w tym samym charakterze oraz składzie załogi przygotowywał się do lotu na stację DOS-3. Z powodu awarii stacji na orbicie (otrzymała oficjalną nazwę Kosmos 557) loty na nią zostały odwołane.
- maj – grudzień 1973 – razem z Walentinem Lebiediewem był w załodze dublerów przygotowujących się do lotu na statku Sojuz 13. Na kilka dni przed startem załoga ta zastąpiła załogę podstawową w składzie Lew Worobjow i Walerij Jazdowskij.
- 18–26 grudnia 1973 – jako dowódca misji odbył lot na pokładzie statku Sojuz 13.
- styczeń 1974 – maj 1975 – razem z Witalijem Siewastjanowem zostali wyznaczeni do jednej z załóg przygotowujących się do lotu na pokładzie stacji kosmicznej Salut 4.
- Białoruski znaczek pocztowy z 2002 z wizerunkami kosmonautów Piotra Klimuka i Władimira Kowalonoka

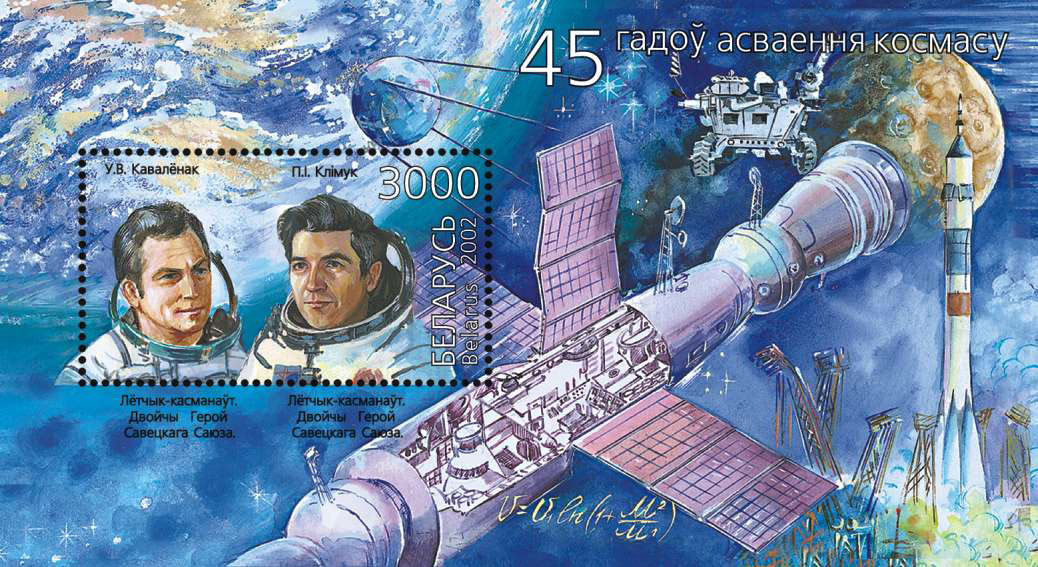
Białoruski znaczek pocztowy z 2002 z wizerunkami kosmonautów Piotra Klimuka i Władimira Kowalonoka

5 kwietnia 1975 – był dublerem Wasilija Łazariewa podczas zakończonego nieudanym startem lotu oznaczonym jako Sojuz 18-1.
- 24 maja – 26 lipca 1975 – wziął udział, jako dowódca, w locie statku Sojuz 18.
- 1976 – 30 marca został zastępcą dowódcy oddziału kosmonautów (ds. politycznych) oraz starszym kosmonautą-instruktorem.
- sierpień 1977 – czerwiec 1978 – razem z polskim kosmonautą Mirosławem Hermaszewskim przygotowywał się do lotu na pokładzie statku kosmicznego Sojuz 30. Lot odbył się w dniach 27 czerwca – 5 lipca 1978.
- 1978 – 24 stycznia został zastępcą naczelnika Centrum Wyszkolenia Kosmonautów im. J. Gagarina oraz naczelnikiem tamtejszego wydziału politycznego.
- Kosmonauci Klimuk i Lebiediew na znaczku poczty ZSRR z 1974

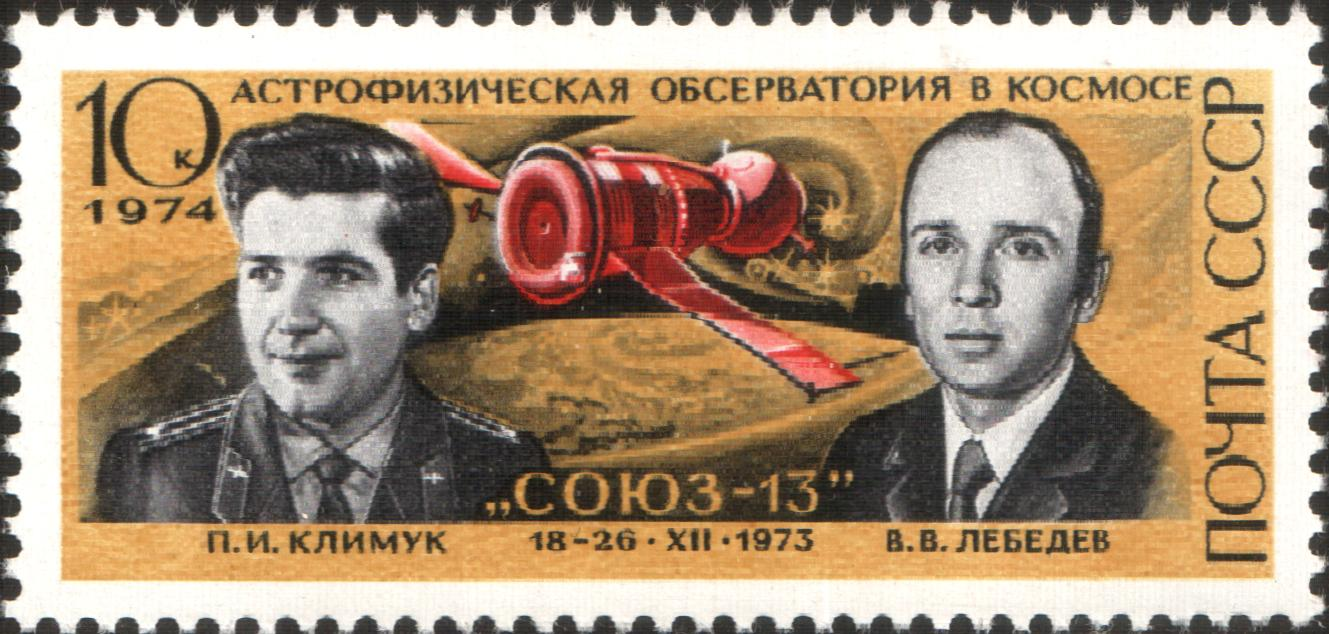
Kosmonauci Klimuk i Lebiediew na znaczku poczty ZSRR z 1974

1982 – 3 marca opuścił oddział kosmonautów w związku z powierzeniem mu nowych obowiązków.
- 1991 – 3 kwietnia w związku z rozwiązaniem wydziałów politycznych w armii radzieckiej powierzono mu obowiązki naczelnika wydziału wojskowo-politycznego.
- 1991–2003 – był naczelnikiem Centrum Wyszkolenia Kosmonautów im. J. Gagarina.

## Loty załogowe
- Sojuz 13

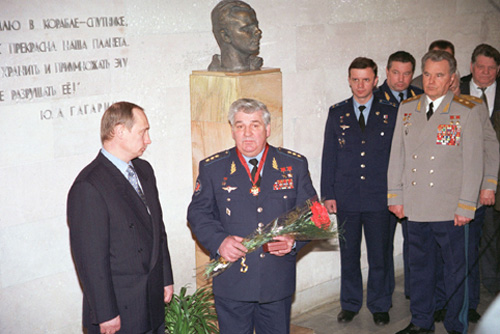
Piotr Klimuk wraz z prezydentem Federacji Rosyjskiej Władimirem Putinem

18 – 26 grudnia 1973 – był dowódcą dwuosobowej załogi statku Sojuz 13. Funkcję inżyniera pokładowego pełnił podczas lotu Walentin Lebiediew. Statek kosmiczny posiadał na pokładzie kamerę do prowadzenia obserwacji astrofizycznych. Kosmonauci przy jej użyciu wykonali spektroskopowe zdjęcia różnych rejonów Ziemi oraz prowadzili obserwację gwiazd w ultrafioletowym zakresie promieniowania. Ponadto załoga testowała nowy statek kosmiczny. Sprawdzano systemy ręcznego i automatycznego sterowania pojazdem oraz metody automatycznej nawigacji w różnych warunkach lotu. 26 grudnia 1973 kosmonauci pomyślnie wylądowali w odległości ok. 200 km od Karagandy.
- Sojuz 18

24 maja 1975 z kosmodromu Bajkonur wystartował w kosmos statek Sojuz 18. Na jego pokładzie znajdowała się dwuosobowa załoga: dowódca – Piotr Klimuk oraz inżynier pokładowy – Witalij Siewastjanow. 25 maja statek przycumował do stacji kosmicznej Salut 4. Jednym z podstawowych celów misji było zbadanie skutków długotrwałego przebywania człowieka w kosmosie. Poza tym program lotu przewidywał również eksperymenty biomedyczne (kosmonauci wyhodowali na orbicie rośliny), kompleksowe obserwacje zórz polarnych, Słońca, planet i gwiazd oraz struktur geologicznych powierzchni Ziemi. Załoga prowadziła także testy konstrukcji stacji, jej systemów pokładowych i aparatury.
Podczas tego długotrwałego lotu kosmonauci podejmowali najróżniejsze przedsięwzięcia profilaktyczne dla zminimalizowania wpływu nieważkości na ich organizmy. Przyniosły one spodziewane rezultaty, ponieważ np. Witalij Siewastjanow po zakończonym locie znajdował się w lepszej kondycji fizycznej niż 6 lat wcześniej po 18-dniowym locie na pokładzie Sojuza 9. 26 lipca 1975 statek Sojuz 18 odłączył się od stacji kosmicznej i jeszcze tego samego dnia wylądował w odległości około 50 km od miejscowości Arkałyk.
- Sojuz 30

27 czerwca 1978 w ramach międzynarodowego programu badań kosmicznych Interkosmos wyniesiono na orbitę statek kosmiczny Sojuz 30 pilotowany przez radziecko-polską załogę – dowódcę Piotra Klimuka oraz inżyniera badacza z Polski – Mirosława Hermaszewskiego. Był to drugi lot międzynarodowy (w pierwszym wziął udział kosmonauta z ówczesnej Czechosłowacji Vladimír Remek) i zarazem trzecia misja krótkotrwała do stacji kosmicznej Salut.
28 czerwca statek Sojuz przycumował do stacji kosmicznej Salut 6, na której pracowała odbywająca długotrwały lot dwuosobowa załoga Władimir Kowalonok i Aleksandr Iwanczenkow.
Podczas 7-dniowego pobytu na pokładzie stacji kosmicznej kosmonauci przeprowadzili szereg badań i eksperymentów medyczno-biologicznych, obserwacje powierzchni Ziemi oraz badania zorzy polarnej. 5 lipca 1978 Sojuz 30 odłączył się od Saluta 6 i po 3 godzinach wylądował w odległości około 300 km od Celinogradu.

## Ordery, odznaczenia i nagrody

### Radzieckie, białoruskie i rosyjskie
- Złota Gwiazda Bohatera Związku Radzieckiego – dwukrotnie (1973, 1975)
- Order Lenina – trzykrotnie (1973, 1975, 1978)
- Order „Za zasługi dla Ojczyzny” III klasy (2000)[1]
- Order „Za zasługi dla Ojczyzny” IV klasy (1996)
- Order „Za służbę Ojczyźnie w Siłach Zbrojnych ZSRR” III klasy (1984)
- Medal „Za zasługi w podboju kosmosu” (2011)[2]
- Medal jubileuszowy „W upamiętnieniu 100-lecia urodzin Władimira Iljicza Lenina”
- Medal jubileuszowy „Dwudziestolecia zwycięstwa w Wielkiej Wojnie Ojczyźnianej 1941–1945”
- Medal Żukowa
- Medal 850-lecia Moskwy
- Medal „Weteran Sił Zbrojnych ZSRR”
- Medal jubileuszowy „50 lat Sił Zbrojnych ZSRR”
- Medal jubileuszowy „60 lat Sił Zbrojnych ZSRR”
- Medal jubileuszowy „70 lat Sił Zbrojnych ZSRR”
- Medal „Za nienaganną służbę” I klasy
- Medal „Za nienaganną służbę” II klasy
- Medal „Za nienaganną służbę” III klasy
- Nagroda Państwowa ZSRR (1978)
- Państwowa Nagroda Federacji Rosyjskiej (2002)
- Złoty Medal Akademii Nauk ZSRR im. Konstantina E. Ciołkowskiego
- Honorowy Dyplom FAI im. Władimira M. Komarowa
- Nagroda Stowarzyszenia Dziennikarzy ZSRR (1975)
- Nagroda Leninowskiego Komsomoła (1978)
- Order „Za służbę Ojczyźnie” II klasy (2002)[3]
- Order Przyjaźni Narodów (2007)[4]

### Pozostałe
- Wielki Oficer Legii Honorowej (Francja, 2004)
- Order Krzyża Grunwaldu I klasy (Polska, 1978)
- Odznaka Braterstwa Broni (Polska, 1978)
- Złoty Medal Polskiej Akademii Nauk (1978)
- Order Parasat (Kazachstan, 1995)
- Medal „Za umocnienie braterstwa broni” (Czechosłowacja)
- Medal "Zasłużonemu dla Lotnictwa" (Polska, 1978)[5]
- Honorowy obywatel Radomia
- Honorowy obywatel Krzemieńczuka (2013)
- Honorowy obywatel Czernihowa[6]
- Universal Astronaut Insignia za lot orbitalny (nr 69) – Stowarzyszenie Uczestników Lotów Kosmicznych (Association of Space Explorers(inne języki))[7]

## Upamiętnienie
- W 1979 w Brześciu odsłonięto popiersie Piotra Klimuka. Został on wpisany na państwową listę historyczno-kulturowego dziedzictwa Republiki Białorusi[8].

## Wykaz lotów
| Loty kosmiczne, w których uczestniczył Piotr I. Klimuk                   | Loty kosmiczne, w których uczestniczył Piotr I. Klimuk | Loty kosmiczne, w których uczestniczył Piotr I. Klimuk | Loty kosmiczne, w których uczestniczył Piotr I. Klimuk | Loty kosmiczne, w których uczestniczył Piotr I. Klimuk | Loty kosmiczne, w których uczestniczył Piotr I. Klimuk |
| №                                                                        | Data startu                                            | Data lądowania                                         | Statek kosmiczny                                       | Funkcja                                                | Czas trwania                                           |
| ------------------------------------------------------------------------ | ------------------------------------------------------ | ------------------------------------------------------ | ------------------------------------------------------ | ------------------------------------------------------ | ------------------------------------------------------ |
| 1                                                                        | 18 grudnia 1973                                        | 26 grudnia 1973                                        | «Sojuz 13»                                             | Dowódca                                                | 7 dni 20 godzin 55 minut i 35 sekund                   |
| 2                                                                        | 24 maja 1975                                           | 26 lipca 1975                                          | «Sojuz 18»                                             | Dowódca                                                | 62 dni 23 godziny 20 minut i 8 sekund                  |
| 3                                                                        | 27 czerwca 1978                                        | 5 lipca 1978                                           | «Sojuz 30»                                             | Dowódca                                                | 7 dni 22 godziny 2 minuty i 59 sekund                  |
| Łączny czas spędzony w kosmosie – 78 dni 18 godzin 18 minut i 42 sekundy |                                                        |                                                        |                                                        |                                                        |                                                        |

## Ciekawostki
Piotr Klimuk złożył oficjalną wizytę w Polsce w 1978 r. (przy okazji powrotu Mirosława Hermaszewskiego i Zenona Jankowskiego do kraju); gdzie m.in. odwiedził grób swojego ojca, Ilji Fiodorowicza, który poległ w II wojnie światowej, podczas walk na przedpolach Radomia (grudzień 1944) i został pochowany na tamtejszym cmentarzu żołnierzy radzieckich.

## Książki
- Клімук П. Зоры – побач. Кніга аднаго палёту. Мн.: Маст. літ., 1977.
- Piotr Klimuk, Szturm na nieważkość. Z kroniki kosmicznej, Książka i Wiedza, Warszawa 1983 ISBN 83-05-11222-5.

## Filmy dokumentalne
- Wita was Polska, scenariusz i reżyseria: Bohdan Świątkiewicz, Czołówka 1978, 41 min.[10]